# شرادن
شرادن (به آلمانی: Schraden) یک شهر در آلمان است که در البه-الشتر واقع شده‌است. شرادن ۵۸۴ نفر جمعیت دارد.